# Tom Bartels (Schauspieler)

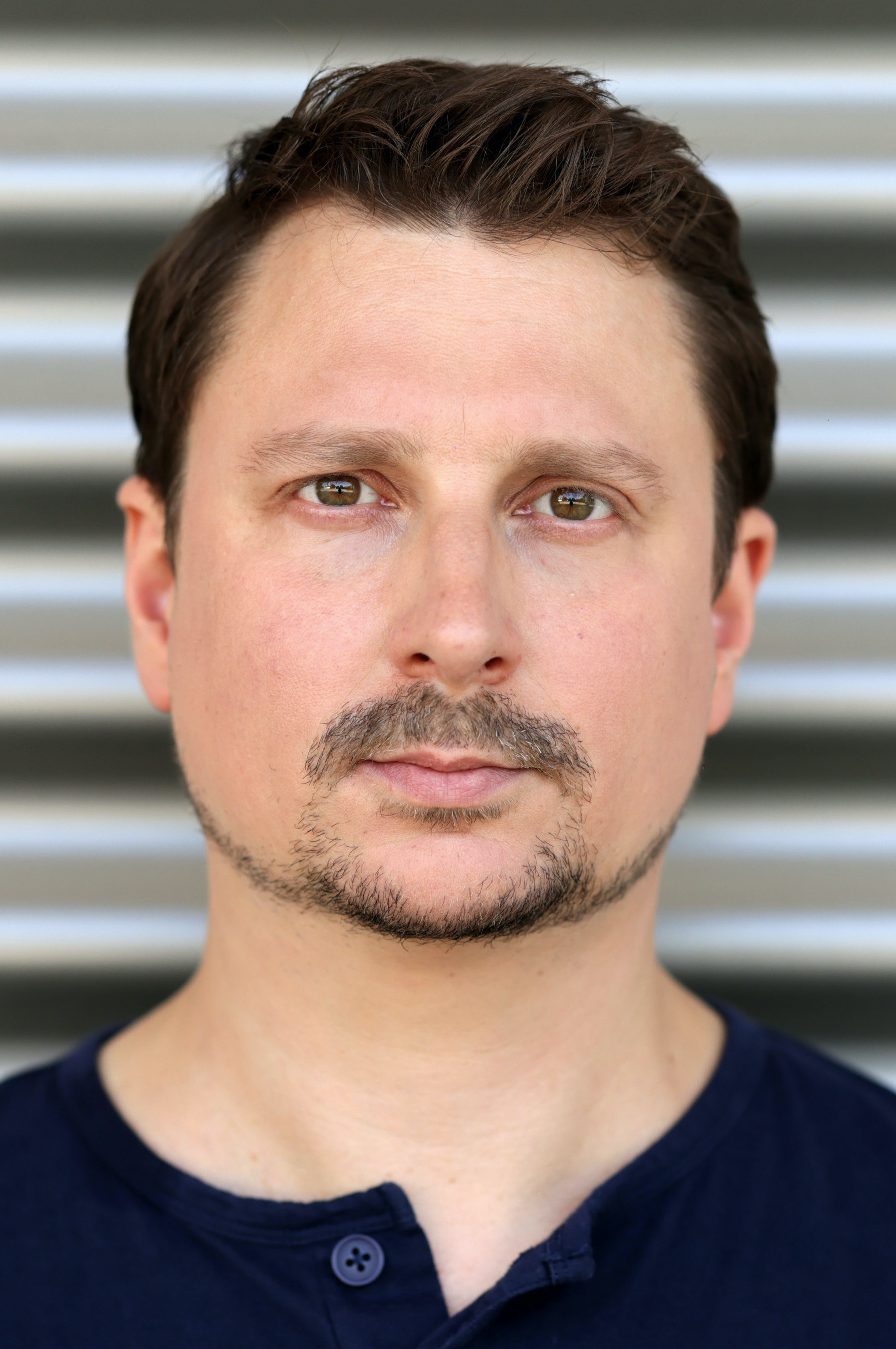
Tom Bartels (2024)

Tom Bartels (* 1988 in Rostock) ist ein deutscher Schauspieler und Sprecher.

## Leben und Karriere
Tom Bartels wurde 1988 in Rostock geboren und sammelte erste künstlerische Erfahrungen am Volkstheater Rostock. Nach dem Abitur absolvierte er ein Schauspielstudium an der Hochschule für Musik und Darstellende Kunst in Frankfurt am Main, das er 2013 abschloss.
Während dieser Zeit gastierte er am Schauspiel Frankfurt, am Staatstheater Darmstadt und dem Hessischen Landestheater Marburg, wo er sein Erstengagement antrat. Zehn Jahre lang, von 2014 bis 2024, war er festes Ensemblemitglied an der Neuen Bühne Senftenberg. Dort arbeitete er vermehrt mit Regisseuren wie Elina Finkel, Tilo Esche, Manuel Soubeyrand, Johanna Schall, Mario Holetzeck und Samia Chancrin zusammen.
Seit 2024 ist Tom Bartels freischaffend tätig. Er lebt in Senftenberg.

## Rollen (Auswahl)

### Theater
- 2017: Mephisto in „Faust in ursprünglicher Gestalt“ (Regie: Tilo Esche, Neue Bühne Senftenberg)
- 2017: Siegfried in „Die Nibelungen“ (Regie: Sandrine Hutinet, Neue Bühne Senftenberg)
- 2018: Bernhard Marx in „Schöne neue Welt“ (Regie: Samia Chancrin, Neue Bühne Senftenberg)
- 2019: Hase in „Hase Hase“ (Regie: Johanna Schall, Neue Bühne Senftenberg)
- 2019: Macheath in „Die Dreigroschenoper“ (Regie: Manuel Soubeyrand, Neue Bühne Senftenberg)
- 2019: Wurm in „Kabale und Liebe“ (Regie: Mario Holetzeck, Neue Bühne Senftenberg)
- 2019: Wolf Heider in „Frau Müller muss weg“ (Regie: Anita Iselin, Neue Bühne Senftenberg)
- 2021: Ralf Ramazzotti in „Ralf Ramazzotti“ (Regie: Nicola Bremer, Neue Bühne Senftenberg)
- 2024: Woyzeck in „Woyzeck“ (Regie: Elina Finkel, Neue Bühne Senftenberg)
- 2024: Hendrik in „Nullerjahre“ (Regie: Karin Herrmann, Neue Bühne Senftenberg)

### Filmografie
- 2017: Faust – Eine Chronologie (Dokumentarfilm, Regie: Udo Heuberger)
- 2021: Krauses Zukunft (Fernsehfilm)

### Sprecher
- 2012: Büchner-Comedy (Hörspiel / Hörbuch, HR)
- 2012: Edgar Lawrence Doctorow: Homer & Langley – Regie: Martin Heindel (Hörspielbearbeitung – HR)
- 2014: Bibelprojekt: Paulus – Regie: Oliver Sturm  (Hörspielbearbeitung – HR)